# جاده‌ای به جهنم (فیلم)
جاده‌ای به جهنم (به انگلیسی: Road to Hell) یک فیلم اکشن و فانتزی آمریکایی محصول سال ۲۰۰۸ به کارگردانی آلبرت پایون می‌باشد.

## بازیگران
- مایکل_پاری
- دبورا ون ولکنبورگ
- کلیر کریمر … کایتلین
- کرتنی پلدن
- آنیتا لیمان
- لورن ساترلند … مک کوی
- Joei Fulco … گابریل
- Roxy Gunn … الن روی
- کریس رد
- نوربرت وایسر[۶]